# Bistum Santa Elena
Das Bistum Santa Elena (spanisch Diócesis de Santa Elena) ist eine in Ecuador gelegene römisch-katholische Diözese mit Sitz in Santa Elena.

## Geschichte

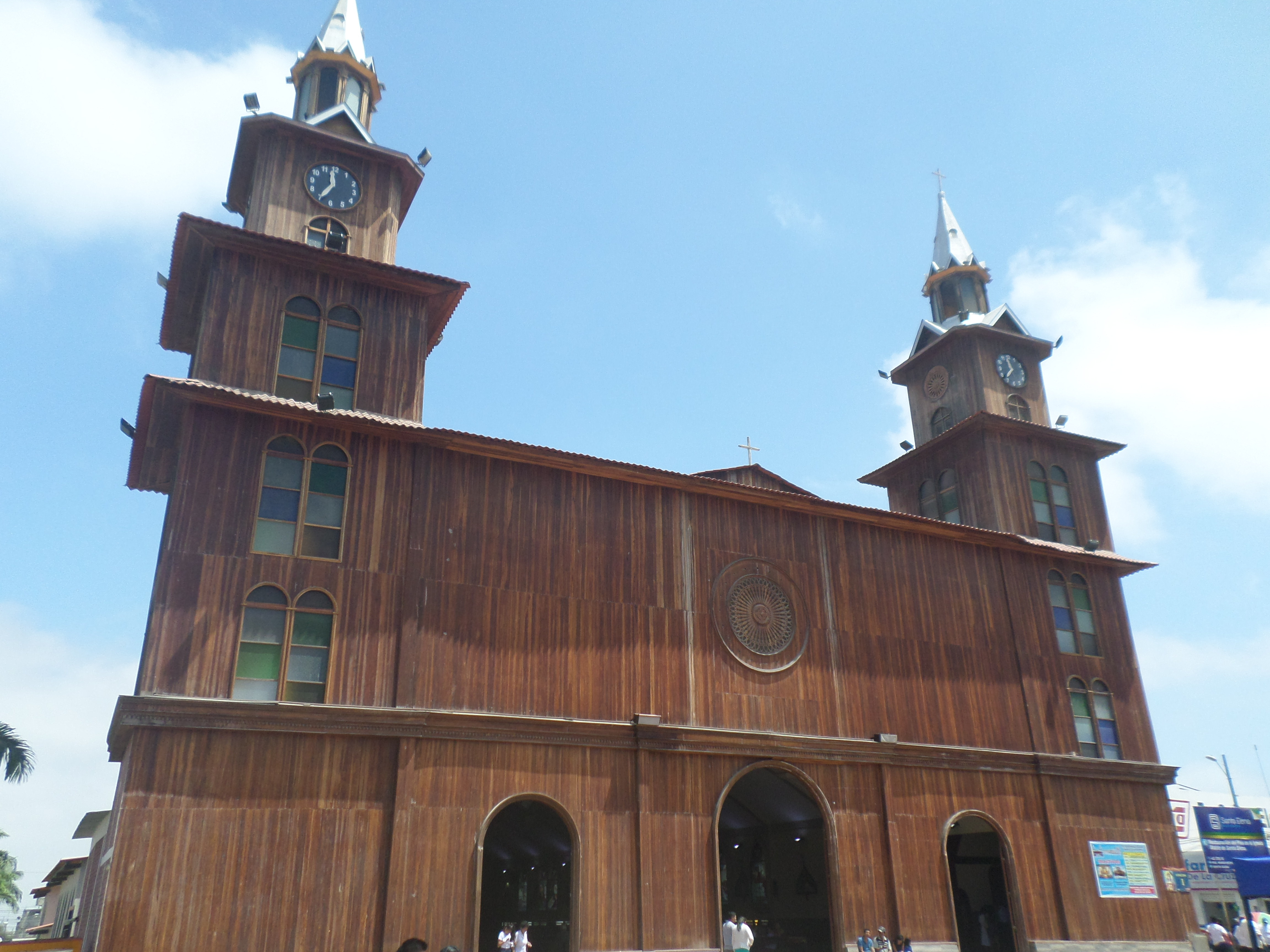
Kathedrale Santa Elena

Das Bistum Santa Elena wurde am 2. Februar 2022 durch Papst Franziskus aus Gebietsabtretungen des Erzbistums Guayaquil errichtet und diesem als Suffraganbistum unterstellt. Erster Bischof wurde Guido Iván Minda Chalá.
Das Bistum Santa Elena umfasst die Kantone Santa Elena, La Liberdad und Salinas in der Provinz Santa Elena sowie den Kanton Playas und die Parroquias El Morro, Posorja und Progreso in der Provinz Guayas.